# Chronologie de La Queue-en-Brie
 (août 2010).
Si vous disposez d'ouvrages ou d'articles de référence ou si vous connaissez des sites web de qualité traitant du thème abordé ici, merci de compléter l'article en donnant les références utiles à sa vérifiabilité et en les liant à la section « Notes et références ».
| Présentation chronologique, par date, d'évènements historiques de la ville de La Queue-en-Brie (Val-de-Marne). |

## Antiquité
Divers objets d'époque ont été trouvés lors de fouilles archéologiques à la Queue-en-Brie. Certains de ces objets sont d'ailleurs exposés dans la salle du conseil de l'hôtel de Ville.

## Moyen Âge

### XIIesiècle
Pour comprendre l'histoire de la Queue en Brie nous sommes obligés de faire un détour par l'historique de Gournay-sur-Marne dont la châtellenie de la Queue dépendait.
Le seigneur Hascher la vendit à Constance, fille de Louis le Gros.
Vers 1100 Guy II de Montlehery dit "le rouge", époux d'Elisabeth de Crecy est Comte de Rochefort (en Yvelines), seigneur de Châteaufort, de Gournay-sur-Marne et de Crécy en Brie du fait de sa femme. Sénéchal de France (avant 1095), il est fondateur du prieuré de Gournay 
. 
Il a 6 enfants dont  Béatrice de Montlhéry qui succède à son frère Gui II de Rochefort et gagne l'ensemble de ses biens incluant le comté de Rochefort et la seigneurie de St. Arnoult. Elle épouse  Anseau de Garlande.
Anseau de Garlande (ou Ansel), Comte de Rochefort en Yvelines est Sénéchal de France (1108). Il épouse en secondes noces Agnès de Rochefort dont il a une fille Agnès. Il reçoit en 1107 du prince Louis, futur roi Louis VI la châtellenie de Gournay-sur-Marne relevant depuis 988 du comté de Melun. et devient seigneur de Pontault et de Berchères. Il meurt en 1118 lors de l'assaut contre le château d'Hugues du Puiset,
La châtellenie de Gournay revient à son frère cadet Étienne de Garlande, en sa qualité de tuteur de sa nièce Agnès de Garlande.
Agnès de Garlande, (1122-1143) est Comtesse de Rochefort, Dame de Gournay-sur-Marne et de Gomets. Elle épouse en premières noces en 1120 Amaury III de Montfort (†1136) qui devient comte de Gournay de par sa femme.
Amaury III de Montfort et Agnès de Garlande ont quatre enfants dont Agnès de Montfort, née en 1123 à Montfort l'Amaury (78), décédée le 22 décembre 1181. Elle est Dame de Rochefort, Baronne de Gournay.
- 1139 : Agnès de Garlande se remarie avec Robert Ier de Dreux (frère du roi Louis VII de France) qui devient de ce fait suzerain de la châtellenie de Gournay dont dépend la Queue-en-Brie.

- 1141 : Agnès de Montfort épouse Valéran Ier de Meulan né vers 1104 à Leicester (Angleterre), décédé le 9/4/1166 à Préaux (76).

Valéran Ier de Meulan est aussi Galéran IV de Beaumont le Roger car il est le fils de Robert Ier de Meulan (dit le Prud'homme) et d'Isabeau de Crépy (Isabelle de Vermandois (1085-1131)-Valois), petit-fils de Roger 1er de Beaumont le Roger (Roger de Beaumont (le Barbu)) et d'Adeline de Meulan, ce qui explique le changement de nom. Il est appelé Galéran II de Meulan dans le Cartulaire de Notre Dame des Champs. Marié en premières noces à Bienne d'Angleterre. Il reconnaît en 1157 tenir Gournay du roi. 
- 1143 : le Chevalier Harcherus de Cauda (Archer de la Queue - on trouve sa trace de 1127 à 1183) vend la terre de la Queue-en-Brie à Constance de France, fille de Louis VI de France dit Le Gros (1108-1137) et d'Adèle de Savoie[4].

Elle épouse en 1140 Eustache IV de Boulogne (1127-1153), dit Eustache de Blois, comte de Boulogne, qui fut couronné roi d'Angleterre en 1152. Décédé sans enfant, le roi Louis le Jeune, frère de Constance, la remarie en 1154 à Raymond V de Toulouse (1134-1194), comte de Toulouse dont elle a quatre enfants.
En 1165, ils se séparent.
Dans une lettre qu'elle écrit à son frère Louis VII de France après sa répudiation, elle dit : « J'ai quitté ma demeure et me suis rendue dans un village (? la Queue-en-Brie) en la maison d'un certain chevalier (?Harchérus) car je n'avais ni de quoi manger ni de quoi donner à mes serviteurs. Le comte n'a aucun soin de moi et ne fournit rien de ses domaines pour mes besoins. »
Elle porta toujours la qualité de reine à cause de son premier mari. Il semble qu'elle soit morte dans un couvent le 16 août 1176. Selon certains auteurs, elle aurait été dame de Montreuil-sous-Bois (93) et à l'initiative de la construction de la tour féodale de La Queue-en-Brie.
- 1157 : Galeran II, comte de Meulan, et sa femme Agnès de Montfort sont seigneurs de Gournay, de la Queue-en-Brie, de Pontault et de Roissy[4]. Ils ont 9 enfants dont Amaury Ier de Meulan qui épouse en secondes noces Adèle (Alix ou Aélis) de Luzarches (1130-?) Dame de la Queue-en-Brie. Celle-ci était veuve de Mathieu II de Beaumont-sur-Oise, comte de Beaumont-sur-Oise, (#1110 - >1174) Chambrier de France, fils de Mathieu Ier de Beaumont-sur-Oise et d'Emme de Clermont[5].

- 1166 : Décès de Galeran II- Agnès de Montfort, comtesse de Meulan, est la seule seigneur de la Queue-en-Brie. Ici subsiste une ambiguïté. Soit Mathieu II et Adèle ont eu une fille aussi prénommée Adèle née vers 1165 qui épousa Amaury Ier de Meulan, soit Adèle (née en 1130) épousa en secondes noces Amaury Ier de Meulan.

- 1182 : Une Adèle, Dame de la Queue-en-Brie [veuve du comte Mathieu II de Beaumont-sur-Oise épouse Amaury Ier de Meulan (1150-†1196), Seigneur de Beaumont, de Gournay s/Marne, de la Queue-en-Brie par alliance. Il est le fils de Galéran IV de Meulan et d'Agnès de Montfort[6]. Ainsi se trouvent réunies en une seule main les châtellenies de Gournay et de la Queue-en-Brie qui resteront dans la famille de Meulan durant plusieurs générations.

- 1189 : Roger de Meulan (troisième fils du comte Galeran IV)  Comte d’Evreux, seigneur d’Aubergenville (du fait de sa femme Elisabeth d'Aubergenville) est attesté comme seigneur de la Queue-en-Brie, Gournay, Chennevières et Sucy[4].

### XIIIesiècle
- 1200 : La Queue-en-Brie dépend de l’évêque de Paris, du Chapitre de Notre dame et du monastère de Saint-Maur. La châtellenie caudacienne relève de Robert, comte de Bretagne (père d’Alix). Il rend hommage à l’évêque de Paris dont il tient les châteaux et châtellenie de Gournay et la Queue.

- 1200 : Achèvement de la construction du château de la Queue-en-Brie [3]

- 1202 : À la mort d’Agnès de Baudement, Robert II de Dreux, fils de Robert Ier de Dreux, devient suzerain de la Queue-en-Brie qui dépend  de la Châtellenie de Gournay s/Marne. Il existe ici deux théories. Amauri II de Meulan, fils de Roger de Meulan époux de Marguerite de Neufbourg aurait eu un fils Amauri époux d'une Harcourt. Ou, et c'est plus probable, Amauri II, fils d'Amaury Ier de Meulan et d'Adèle de Luzarches, époux de Marguerite de Neufbourg a deux fils, Amauri IV et Valéran époux de Jeanne de Bouville, tous deux seigneurs de la Queue-en-Brie.

- 1210 : Amauri II de Beaumont-Meulan-Gournay, (1210 - 1295) est seigneur de la Queue-en-Brie, Noyon-sur-Andèle et Neufbourg, du fait de sa femme Marguerite de Beaumont-Meulan-Neufbourg (1223-1277). S’il est né en 1210 il ne peut pas être le fils d'Amauri II mort en 1196

- 1218 : Robert III de Dreux succède à Robert II et devient suzerain de la Queue-en-Brie qui dépend de la Châtellenie de Gournay s/Marne.

- 1221 : Roger II de Meulan, époux de Jeanne de Ferrières, fils de Roger de Meulan et d'Elisabeth d'Aubergenville, est seigneur de La Queue-en-Brie[4]. Il échange le comté d’Évreux (hérité de son père) contre des fiefs à Quittebeuf.

- 1231 : Amauri IV de Meulan est seigneur de la Queue-en-brie. Il prend cette qualité en approuvant avec A.     sa femme la donation faite au Prieuré de Cormier par Jean de Beaumont et Isabelle  Bouteille (Isabelle de Garlande veuve de Guy le Bouteiller?) son épouse des biens situés à Gournay, Ferrières et Croissy[7].

- 1236 : Agnès de la Queue épouse Erard de Trainel.

- 1236 : Amauri III de Meulan (frère de Guillaume Ier de Meulan) est seigneur de La Queue et de Gournay[4].

- 1238 : Raoul de la Queue - “Armiger” Alias Raoul de Meulan (fils d'Amaury III ) se fit prêtre.

- 1258 : Amaury IV de Meulan fils d'Amaury III et de Marguerite de Beaumont-Meulan-Neufbourg se fait appeler “Alamaric de Meulan, seigneur de la Queue”. Il est seigneur de la Queue-en-Brie jusqu'en 1295[7].

- 1269 : Le titre de Seigneur de la Queue-en-Brie passe à Alix de Bretagne, dame de Pontarcy  et Brie-comte-Robert née le 6 juin 1243, fille de Jean Ier de Bretagne "le Roux", duc de Bretagne et de Blanche de Navarre. Elle est mariée en 1254 (à l'âge de 11 ans) à Jean Ier de Châtillon, comte de Blois et de Chartres, fils de Hugues de Châtillon. Le comte de Blois (Jean de Chatillon) fait hommage à l’Evêque de Paris“ de Castro et Castellania de Cauda” à raison de sa femme[7].

- 1269 : Alix de Bretagne fait fortifier la place.

- 1277 : La fille de Jean Ier de Chatillon, (Jeanne de Blois-Châtillon)  ayant porté en mariage la Seigneurie de la Queue à Pierre Ier d'Alençon († 1283), comte d'Alençon, Blois, et Chartres, frère du Roi Philippe III de France dit le Hardi, fils de Louis IX "le Saint", roi de France et de Marguerite de Provence, ce prince en fait hommage à Étienne Tempier Évêque de Paris[7].

- 1295 : Galérand (Valéran) de Meulan, (1265 - 1340) (fils d'Amauri II et de Marguerite de Neufbourg) est seigneur de la Queue, baron de Neufbourg. Il se marie à Jeanne de Bouville, dame de Milly en Gatinais.

### XIVesiècle
- 1318 : Une Dame de Meulan possède seule la Queue-en-Brie.

- 1327 : Jeanne d’Evreux, reine de France et de Navarre fait dresser le jour de la Chandeleur "le Compte des recettes et des mises de la terre de Braye Comte Robert et des appartenances d’icelle. Recettes du fié de la terre de la Queue-en-Brie mouvant du chastel de Braye et la dépense à la Queue"[8].

- 1330 : Guillaume de Sainte-Maure (ou de Sainte-Mesme) est Seigneur de la moitié de la Queue-en-Brie, la famille de Meulan de l'autre.

- 1343 : Jeanne de Bourgogne - la boiteuse -, reine de France fille du duc de Bourgogne Robert II de Bourgogne et d'Agnès de France épouse en 1313 le futur Philippe VI, alors Philippe de Valois. Elle cède au Chapitre de Paris dix livres sur le péage de la Queue[9].

- 1352 : Jean de Meulan (1353-1363) évêque de Meaux, Noyon puis de Paris, comte et pair de France, seigneur de Milly (fils de Galéran et de Jeanne de Bouville) devient seigneur de la Queue-en-Brie pour partie.

- 1357 : 
  - Isabelle de Meulan, Dame de Neufbourg, Dame de Beaumont- Meulan-Gournay, de Milly en Gâtinais, de Maule s/Mandre et de la Queue-en-Brie, femme d'Olivier Paynel  succède à Jean de Meulan, son frère.
  - Pierre Blanchet, premier secrétaire du roi conteste la propriété de la châtellenie de la Queue-en-Brie à Olivier Paynel, époux d'Isabelle de Meulan. Le procès dure jusqu'en 1365.

- 1364 : Pierre Blanchet reçoit de Charles V la seigneurie de la Queue-en-Brie et toutes les terres attenantes: Pontault, Pontillault, Berchères, Noiseau, Sucy, Amboile (Ormesson), Créteil, Valenton, les Bordes, Bonneuil et en partie, Roissy, Ferrières, Champigny et Torcy[3].

- 1367 : Pierre Blanchet marié à Isabeau Pelletier a trois enfants:  Louis, Hugues et Regnaude.

- 1372 : Regnaude Blanchet épouse François de Chanteprime (~1330-1418) Receveur Général des Aides, Conseiller et Maître des Comptes. Elle héritera d’une partie des biens de son frère Louis[10].

- 1390 : Loys (Louis) Blanchet, secrétaire du Roy est seigneur de Pontault, seigneur de la Queue-en-Brie de 1390 à 1410. Il possède Pontault, Pontillaut et Berchères.

- 1395 : La Queue-en-Brie dépend de Gournay-sur-Marne qui relève du duc Louis Ier d'Orléans, comte de Valois, de Blois et de Beaumont, fils du roi Charles V dit le Sage, frère du roi Charles VI.

- 1397 : Transaction entre Louis Blanchet et son frère Hugues Blanchet. Louis cède à son frère "une maison avec ses appartements, sise au village de la Queue, appelée le petit Hôtel de la Queue" [11].

### XVesiècle
- 1408 : Emprise anglaise totale sur l'étendue de la seigneurie de Louis Blanchet (fils de Pierre).

- 1408 : Un arrêt du parlement de Paris met un terme à une procédure d’héritage dont la seigneurie de la Queue-en-Brie est l’enjeu. Les Blanchets reçoivent le lot par devers l’Hôpital et Jeanne Gencien dite "La Gentienne" celui devers le Moustier[12].

- 1412 : Loys (Louis) Blanchet sans enfant lègue à sa sœur Regnaude une partie de son patrimoine[3].

- 1412 : Regnaude Blanchet est mariée à François de Chanteprime. Son héritage échoit à sa fille Marguerite de Chanteprime.

- 1423 : Le Roy d’Angleterre s’empare de l’ensemble des biens de la Queue-en-Brie (1423-1427)

- 4 août 1429 : Libération du château fort de la Queue-en-Brie par Jeanne d’Arc ?

- 1430 : Siège de la forteresse de la Queue-en-Brie par les Anglais. Le 9 octobre 1430, après le recouvrement de la ville et la démolition de la forteresse, le Comte de Suffolc(k) retourne et entre à Paris à grande compagnie de gens d’armes de la nation d’Angleterre [13].

- 1436 : La Queue-en-Brie est définitivement débarrassée des Anglais qui abandonnent Paris.

- 1466 : Jean Ier de Reilhac (1430-1505) épouse Marguerite de Chanteprime, Dame de la Queue-en-Brie, et devient le seigneur, baron des terres de la Queue, Pontault, les Bordes et Bonneuil.

- 1490 : Loys (Louis) Blanchet (fils de Pierre) Escuyer est Seigneur en partie de la Queue. Jean II de Reilhac (fils de Jean Ier et de Marguerite de Chanteprime) l’est de l’autre partie. (1490-1510)

## Époque moderne
- 1499 : Les deux seigneurs de la Châtellenie de la Queue en Brie rendent hommage à leur suzerain de Brie Comte Robert. Jean Ier de Reilhac conseiller en la Chambre des comptes, Denis de Bidant, Chevalier.

- 1502 : Maître Christophe Picot (Notaire et secrétaire du Roi) a épousé Isabelle de Mallenfant qui devenue veuve se remaria avec  Jean II de Reilhac, conseiller du Roi  et lieutenant civil au Châtelet[12].

- 1502 : Christophe Picot, notaire, secrétaire du roi, rend hommage à Louis XII de la moitié indivise de la seigneurie de la Queue.

- 1505 : Décès de Jean Ier de Reilhac ; son fils Jean II ( †1527) devient  Baron de la Queue en Brie, Seigneur des Bordes et de Bonneuil-sur-Marne.

- 1507 : Tristan de Reilhac, seigneur de Pontault, frère de Jean II de Reilhac rend foi et hommage au seigneur d’Yerres (S et O), Dreux Budé, qui avait été mis en possession du domaine par saisie féodale “faute d’hommes, droits et devoirs non-payés” pour Pontault et la Queue ainsi que pour la seigneurie de Romaine (Lésigny)[3].

- 1511 : Le troisième frère Pierre de Reilhac, docteur en théologie, abandonne sa part à Tristan et à Jean II.

- 1511 : Séparation des deux seigneuries, Pontault revient à Tristan de Reilhac, la Queue-en-Brie à Jean II.

- 1512 : Isabelle de Mallenfant est Dame de la Queue-en-Brie dans sa totalité.

Veuve de Christophe Picot, puis de Jean de Rueil, elle rend hommage à Louis XII pour cette seigneurie.
- 1525 : Louise de Reilhac (fille de Jean II) est  dame de La Queue-en-Brie, mariée à Mathieu de Vielzchastel, seigneur de Vertilly, Lailly, Licencié-des-lois, avocat au Parlement (1490, † v 1517).

- 1533 : Gabriel de Masparault, second fils de Pierre Ier de Masparault, Chambellan de François, duc d’Alençon, Lieutenant général des Armées du Roy, Chevalier de l’Ordre du pape, est seigneur du Buy (fief de la Queue en Brie)[12].

- 1533 : Pierre de Masparault est dit seigneur de Chennevière sans restriction, de Granval, du Buy et de la Queue en partie dans des titres de 1533, 14 février 1555 et 7 novembre 1558

.
- 1538 : Guillaume de Reilhac, écuyer, frère et héritier de Jean II de Reilhac fait serment de vassalité pour la moitié indivise de la terre de la châtellenie de la Queue-en-Brie et de la Seigneurie  des Bordes[12].

- 1543 : Jean de Baterne, époux de Jacqueline de Chaumont, est seigneur de la Queue-en-Brie[16].

- 1543 : Denis Picot, clerc et auditeur à la Chambre des Comptes hérite de demoiselle Isabelle Mallenfant (sa mère). Il rend  hommage à  François Ier des 5/6 de la moitié de la terre et seigneurie de la Queue, la dite moitié appelée le lot devers le moustier[12].

- 1547 : Charles de Pierrevive, chevalier, seigneur de Lésigny rend hommage à François Ier pour le quart de terre et seigneurie de la Queue. Il vient de l’acheter à Denis et Michel Picot, neveux d’Isabelle Malenfant.

- 1547 : Messire Pierre de Masparault, Seigneur de Chennevières sans restriction, du Granval, du Buy et de la Queue en partie. Achète les Marmousets (Maisoncelle) Vente  par Jean Girard 23 septembre 1547[15].

- 1550 : Antoine Bureau, Référendaire en la Chancellerie avocat au Parlement. est seigneur de la Houssaye (77) et de la Queue-en-Brie.

- 1551 : Pierre Bureau, conseiller au Parlement, bailly de Montfort-l'Amaury, était également seigneur de la Queue-en-Brie lorsqu'il acquit  des terres à Neauphle-le-Château (Yvelines).

- 1554 : Anne Clausse (seconde femme de Charles de Pierrevive), Dame de Lésigny et Macé Picot, Seigneur d’Amboile se disent  Seigneurs en partie de la Queue-en-Brie[17].

- 1563 : Huguenots et Allemands pillent et brûlent le  village.

- 1572 : Catherine, Anne, Corneille, Agnès, Marie, sont filles et héritières de Guillaume de Reilhac.

- 1577 : Catherine de Reilhac et Antoine de Bréhan, son époux (écuyer, gentilhomme ordinaire de la Reine-mère Catherine de Médicis) possèdent à cette date la moitié de la châtellenie de la Queue-en-Brie[18].

- 1578 : Le Cardinal René de Birague, Chancelier de France, qui a acquis la seigneurie d'Amboile (Ormesson) de la famille Picot de Santeny, est Seigneur (baron et châtelain) en partie de la Queue-en-Brie.  Il partage ce titre avec Corneille de Reilhac.

- 1580 : La seigneurie  des Bordes (Les Bordes sont un écart de la paroisse de la Queue.) appartient à Dame Corneille de Reilhac avec la moitié des terres de la Queue[19].

- 1593 : Jean (Baptiste) Bureau, dit "le jeune ", prêtre, est dit Seigneur (baron et châtelain) de la Queue-en-Brie jusqu’en juillet  1593 (date de sa mort)[20].

- 1597 : Claude des Chapelles (écuyer, lieutenant) rend hommage à cause de sa femme, Corneille de Reilhac, de la baronnie, terre et seigneurie de la Queue et des Bordes[12].

- 1598 : Louis II Picot de Santeny rend hommage à Henri IV du quart de la châtellenie de la Queue-en-Brie[12].

- 1613 : Une partie de Berchères (le fief de la Porte Jaune), de la Queue-en-Brie (moitié du fief des Reilhac) et le village de Pontault ayant appartenu à Mme la Maréchale d’Ancre (Léonora Dori) dite Galigaï, Dame de Lésigny, sont confisqués et vendus, ainsi que le tiers de la moitié de la quatrième partie du fief du Buy près de la Queue[3].

- 1620 : Charles de Lameth épouse Anne des Chapelles (fille de Claude des Chapelles et de Corneille de Reilhac)[12].

- 1649 : Hommage de la moitié de la baronnie et châtellenie de la Queue-en-Brie, seigneuries “des Bordes et Mauplavé” et appartenances, mouvant du comté de Brye Comte Robert est rendu par Augustin de Lameth, chevalier, capitaine des chevau-légers entretenus pour le service du roi et maréchal de bataille des armées du roi, seigneur de Beaupas et autres lieux, baron de “Baulle” et la Queue-en-Brie, des Bordes et Mauplavé, fils aîné et héritier principal de Charles de Lameth, chevalier, seigneur desdits lieux, et d’Anne des Chapelles, pour lui et pour ses frères et sœurs[21].

- 1652 : Les Frondeurs du duc de Lorraine commettent de  terribles exactions.

- 1655 : Octavien de Masparault est seigneur du Buy (Fief de la Queue-en-Brie).

- 1689 : Damoiselle Claude de Boislève est marraine d’une cloche. Elle est fille de Claude de Boislève Conseiller du Roi en ses conseils, intendant des finances de Louis XIV, comte de Gonnor, baron de Lésigny, la Queue en partie du côté du moustier, de Pontault, Ferroles, Chevry et autres lieux. Le parrain de cette cloche est Messire Augustin de Lameth, (fils de Anne des Chapelles et de Charles de Lameth) chevalier, Seigneur de Beaurepaire et autres lieux, baron de la Queue-en-Brie, lieutenant général pour le Roy dans ses armées et gouverneur de Doublins en Picardie[22].

- 1691 : Catherine de Lameth, fille d'Augustin de Lameth hérite de son père de “la moitié de la terre, baronnie et châtellenie de la Queue”, plus la ferme des Halles, la ferme de Tréhet, et cent soixante-quinze arpents de bois[12].

- 1693 : Hommage de la moitié de la baronnie de la Queue-en-Brie et du total de la seigneurie de des Bordes Montlavé (Maulavées) et appartenances, mouvant en plein du fief du comté de Brie-Comte-Robert, est rendu aux mains du Chancelier Arnaud de Béthune, à cause de sa femme Catherine de Lameth.

- 17 août 1706 : Arnaud de Béthune vend son domaine à Henry-François de Paule Lefèvre d’Ormesson (1681-1756)[12].

- 1706 : Hommage de la moitié de la terre et châtellenie de la Queue-en-Brie et du total de la seigneurie des Bordes “Montlavé" (Maulavées) rendu aux mains du chancelier par Henri François de Paule Lefèvre d’Ormesson, chevalier, seigneur d’Ormesson et autres lieux, Conseiller au Parlement de Paris.

- 1709 : Dénombrement de l’Élection de Paris: La Queue-en-Brie a 50 feux.

- 1710 : Aveu de dénombrement par Nicolas de Frémont, seigneur du Buy à Florent de Masparault, chevalier, seigneur de Chennevières.

- 1711 : Baptême d’une cloche où figure le nom de Gabrielle de Boislève, veuve de Messire Pierre de la Forest d’Armaillé, marquise d’Arroué, Comtesse de Gouard, baronne de Lésigny et Dame de la Queue en partie[22].

- 1716 : Louis de Pontchartrain, chancelier de Louis XIV, et en son nom, reçoit foi et hommage d’Henri d'Ormesson pour ses possessions dont celles de la Queue-en-Brie et des Bordes.

- 1720 : Baptême d'une cloche. "L’an 1720 j’ai été bénite par Messire Louis de la Bruière, curé de la Queue-en-Brie, et j’ai été nommée Catherine Louise par Honorable Messire Louis Tissier (ou Tessier) Bourgeois de Paris, par Dame Catherine de la Bourdonnage, épouse de Messire Henri François de Paule Le Fèvre d’Ormesson, Seigneur d’Ormesson, Amboile, Noiseau, des Bordes, Montlaret et de la Queue en partie, Conseiller du Roi en ses conseils, Maître des requêtes ordinaires en son hôtel" [22].

- 1735 : Nicolas André est seigneur de la Queue-en-Brie.

- 1747 : Jean Antoine Dauvergne est bailli de la Queue-en-Brie, il représente le seigneur d’Ormesson.

- 1750 : La Queue-en-Brie appartient à Louis Auguste II de Bourbon, Prince de Dombes (1700-1755)[15].

- 1758 : La Queue-en-Brie a deux Seigneurs Hauts Justiciers, M. le Comte d’Armaillé, seigneur de Lésigny et M. d’Ormesson seigneur d’Amboile[13],[15].

- 8 octobre 1758 : Des lettres patentes de Louis XV accordent, à la famille d'Ormesson, (au profit de Marie François de Paule le Fèvre d’Ormesson 1710-1775) un marquisat  englobant Amboile, La Queue-en-Brie (en partie), les Bordes.

- 1761 Un acte laisse à penser que son altesse le Comte d’Eu habitait la paroisse de la Queue-en-Brie de 1760 à 1773[15].

- 1767 : Louis Charles de Bourbon, comte d’Eu acquiert la moitié de la terre de la Queue-en-Brie et du fief du Buy des sieurs et dame d’Armaillé. (cousin du petit-fils de François Pierre : René Charles) ainsi que Berchères (échange contre les terres des vicomtés d’Argentan et Exmes)[3],[11].

- 1775 : Louis Jean Marie de Bourbon, Duc de Penthièvre - Comte d'Eu est propriétaire jusqu’en juillet 1775 de la moitié de la terre de la Queue-en-Brie et du fief du Buy, plus Berchères[3],[12].

## Époque contemporaine

### Révolution française
- 1789 : La seigneurie de la Queue en Brie passe aux mains de Monsieur Armand Jacques René de Maistre, époux de mademoiselle Anne Caroline Léontine d’Ormesson.
- 28 septembre 1793 : La Queue-en-Brie devient "La Queue Le Peltier ci-devant Brie"[23] (du nom du conventionnel Lepeletier de Saint-Fargeau assassiné la veille de l’exécution de Louis XVI).

- 1793 : Françoise Marie de Bourbon (?Adélaïde) hérite de la seigneurie de Berchères de son père.

- 1798 : Confiscation des biens de Françoise Marie de Bourbon[24].

### XIXesiècle
- 1812 à 1822 : Armand Jacques René de Maistre est Maire de la Queue-en-Brie.

- 1822 à 1830 : Adolphe Édouard Casimir Joseph Mortier, duc de Trévise, est Maire de la Queue-en-Brie.

- 1843 : Le lavoir du vieux-village (lavoir d'été) est doté de sa toiture.

- 1860 : La mairie (faisant également office d'école) est bâtie au cœur du vieux-village.

- 11 juillet 1866 : La tour fortifiée s'écroule.

- 7 juillet 1899 : La commune du Plessis-Trévise est créée par démembrement de la Queue-en-Brie, Chennevières-sur-Marne et Villiers-sur-Marne.

### XXesiècle
- 1938 : L'école est détachée de la mairie, l'actuelle école Jean Jaurès est bâtie.

- 27 août 1944 : la Queue-en-Brie est libérée de l'occupant allemand[25].

- 1er janvier 1968 : en application de la loi du 10 juillet 1964 portant réorganisation de la région parisienne, le département de Seine-et-Oise est supprimé, et La Queue-en-Brie rejoint l'actuel département du Val-de-Marne.

- 1969 : Restauration du lavoir du vieux-village (l'avoir d'été) par la municipalité et le groupe nature caudacien[26].

- 1975 :
  - La nouvelle mairie est construite et remplace l'ancienne, réhabilitée en école de musique.
  - Premières constructions dans le quartier du bois des friches

- 26 décembre 1999 : la ville est victime de la tempête Tempête Lothar[27]. Le collège Jean-Moulin et la Halle des Violettes ont notamment été touchés, et ont dû faire l'objet de réparations.

### XXIesiècle
- 2007 : Construction de la résidence des 3F[28] sur un terrain vague jouxtant la halle des violettes et la vallée du Morbras.